# Рот Фронт-1
«Рот Фронт-1 (РФ-1)» — экспериментальный одноместный планёр конструкции О. К. Антонова. Построен в 1933 году. Предполагалось исследовать в полёте влияние различных элементов конструкции на характеристики планёра. Для этой цели в том же году изготовили ещё три планёра Рот Фронт-2, Рот Фронт-3, Рот Фронт-4 имеющие отличия. Например «Рот-Фронт-1», «Рот-Фронт-2» и «Рот-Фронт-3» имели одинаковый профиль и размах и отличались площадью и удлинением крыла. «РФ-1» участвовал на IX Всесоюзных планерных соревнованиях. На Х Всесоюзных планерных соревнованиях 2 октября 1934 года С. Н. Анохин выполнил очень смелый эксперимент задуманный учёными ЦАГИ — испытание планёра «Рот Фронт-1» с преднамеренным разрушением конструкции в воздухе.

## Конструкция
Конструктивно Рот Фронт-1 представлял собой высокоплан со свободнонесущим крылом.
- Крыло — состоящее из двух половин имело коробчатый лонжерон и добавочный косой лонжерон у корня. Имелись щелевые элероны и закрылки по всему размаху. Для управлением закрылками имелся специальный рычаг.
- Фюзеляж — имел форму гондолы яйцевидного сечения, переходившую под крылом в свободнонесущую балку с килем на конце, расчаленную к крылу четырьмя тросами.